# مسار أيضي

خريطة مسار الايض بنموذج الميترو

مسار الأيض أو المسار الاستقلابي هو سلسلة من التفاعلات الكيميائية التي تحدث في داخل الخلية.
المادة الكيمائية الأصلية التي تدعى الأيضة (مستقلب) تعدل من خلال تتابع التفاعلات الكيميائية، تحفز هذه التفاعلات الكيميائية بالأنزيمات حيث يؤدي إنتاج كل أنزيم لإنتاج أو تحفيز الأنزيم الذي يليه، تتطلب هذه الأنزيمات نظام حمية غذائية ووجود معادن وفيتامينات وعوامل أخرى مساعدة لكي يؤدي عمله. هذه المسارات التفاعلية مطلوبة لصيانة الاتزان بين عناصر الكائن الحي ولجريان مادة الأيض من خلال مسار ينظم بالإعتماد على حاجات الخلية وعلى توفر المحفزات، نتاج مسار التفاعلات يمكن أن يستخدم تلقائياً، يحفز مسار أيض آخر أو يستخدم بعد تخزينه في مرحلة لاحقه. تتكون العمليات الحيوية في الخلية من شبكة مترابطة من المسارات لتركيب وتأليف التوحيد الكيميائي لعناصره أو الجمع بين مركبات أكثر بساطة وتحطم جزيئات الخلية، أي عمليات البناءوالهدم للخلايا.

## نظرة عامة
كل مسار أيضي يتكون من سلسلة التفاعلات الكيميائية الحيوية والمرتبطة بواسطة المركب الكيميائي المتشكل كخطوة وسطى بين المادة الأصلية والناتج النهائي. نتائج تفاعل واحد هو نتيجة للتفاعل الذي يليه وهكذا مسار الأيض يعتبر مجرى في الأتجاه الواحد، بالرغم من أن جميع التفاعلات الكيماوية يمكن أن تتغير فنياً في الأتجاهين، والأوضاع في الخلية تسير على نمط ديناميكي حراري وسائر التفاعل يسير في اتجاه واحد. فإن مسار معين يمكن أن يكون مسؤولاً عن إنتاج تراكيب حامض الأمونيا إلا أن انحلال هذا الحامض يمكن أن يحدث من خلال مسار مختلف ومميز
مثال استثائي على هذه القاعدة هو عملية إنتاج الغلوكوز، تحلل السكر ينتج من تحطم الغلوكوز ولكن العديد من التفاعلات في مسار تحلل السكر تفاعلات عكسية وتشارك في إنتاج الغلوكوز (استحداث الجلوكوز) .
- تحلل السكر( غلايكوليسس تحلل السكر) كان أول مسار للأيض ثم كشفه :

1. عندما يدخل الغلوكوز الخلية يضاف له فوسفور عضوي بواسطة الطاقة أدينوسين ثلاثي الفوسفات ليتحول إلى غلوكوز -6-فوسفات ( غلوكوز 6-فوسفات ) في أول خطوة غير عكسية.
2. في حالات زيادة الدهن أو مصادر الطاقة البروتينيه، وفي تفاعلات محددة من مسار تَحَلُّلُ السُّكَّر قد يتحرك بالمسار العكسي لأنتاج غلوكوز-6-فوسفات الذي يستخدم لتخزين على شكل نشا أو غلايكوجين .

- مسار الأيض بالعادة ينظم من خلال التثبيط الارتجاعي.
- بعض مسارات الأيض تتحرك على شكل حلقات حيث أن كل مكون داخل الحلقة هو محفز للتفاعل الذي يليه داخل الحلقة، كما في حلقة كربس.
- عمليات الهدم والبناء في الخلايا حقيقية النواة بالغالب تحدث بشكل مستقل عن بعضها البعض، وتكون مفصولة مادياً وفيزيائياً من خلال التقسيم داخل العضيات أو كيميائياً من خلال الحاجة لانزيمات وعوامل مساعدة مختلفة.

## المسار الأيضي الأساسي

### التنفس الخلوي
هي مجموعة أساسية من مسارات إنتاج طاقة الهدم داخل كل الكائنات الحية في بعض النماذج، هذه المسارات تحول الطاقة المتحررة والناتجة من تحطم المواد الغذائية إلى جزيئات صغيرة تستخدم كطاقة(أدينوسين ثلاثي الفوسفات)، كل الخلايا قادرة على القيام بالتنفس اللاهوائي من خلال تحليل السكر. وبالإضافة إلى ذلك، معظم الكائنات قادرة على القيام بالتنفس الخلوي بشكل أفضل من خلال دورة حمض الستريك و فَسْفَتَةٌ أَكْسَدِيَّة. كما أن النباتات والطحالب والبكتيريا الزرقاء قادرين على استخدام أشعة الشمس لبناء مركبات من مواد غير حية من خلال البناء الضوئي.